# Gabriel Vega
Gabriel Ramiro Vega (n. González Catán, 18 de abril del 2002) es un futbolista argentino que se desempeña como centrocampista y su equipo actual es CA Banfield de la Liga Profesional.

## Trayectoria

### Boca Juniors
Su debut en primera se produjo el 24 de julio de 2021 en un partido correspondiente al campeonato de Liga Profesional 2021, frente a Banfield, el encuentro terminó empatado 0-0 en Florencio Sola.

## Clubes
- Actualizado hasta el 3 de octubre de 2022

| Club | Div.                | Temporada           | Liga  | Liga  | Liga   | Copas nacionales(1) | Copas nacionales(1) | Copas nacionales(1) | Torneos internacionales(2) | Torneos internacionales(2) | Torneos internacionales(2) | Total | Total | Total  |
| Club | Div.                | Temporada           | Part. | Goles | Asist. | Part.               | Goles               | Asist.              | Part.                      | Goles                      | Asist.                     | Part. | Goles | Asist. |
| --- | ------------------- | ------------------- | ----- | ----- | ------ | ------------------- | ------------------- | ------------------- | -------------------------- | -------------------------- | -------------------------- | ----- | ----- | ------ |
| Boca Juniors Argentina | 1.ª                 | 2021                | 3     | 0     | 0      | -                   | -                   | -                   | -                          | -                          | -                          | 3     | 0     | 0      |
| Boca Juniors Argentina | 1.ª                 | 2022                | -     | -     | -      | 3                   | 0                   | 0                   | -                          | -                          | -                          | 3     | 0     | 0      |
| Boca Juniors Argentina | Total club          | Total club          | 3     | 0     | 0      | 3                   | 0                   | 0                   | -                          | -                          | -                          | 6     | 0     | 0      |
| Godoy Cruz Argentina | 1.ª                 | 2022                | 8     | 0     | 0      | 2                   | 0                   | 0                   | -                          | -                          | -                          | 10    | 0     | 0      |
| Godoy Cruz Argentina | Total club          | Total club          | 8     | 0     | 0      | 2                   | 0                   | 0                   | -                          | -                          | -                          | 10    | 0     | 0      |
| Total en su carrera | Total en su carrera | Total en su carrera | 11    | 0     | 0      | 5                   | 0                   | 0                   | -                          | -                          | -                          | 16    | 0     | 0      |
| (1) Incluye datos de la Copa Superliga y Copa Argentina. (2) Incluye datos de la Copa Libertadores. (3) No incluye goles en partidos amistosos. |                     |                     |       |       |        |                     |                     |                     |                            |                            |                            |       |       |        |

## Palmarés

### Campeonatos nacionales
| Título            | Equipo       | Sede      | Año  |
| ----------------- | ------------ | --------- | ---- |
| Torneo de Reserva | Boca Juniors | Argentina | 2021 |